# Saint-Pierre-de-Mézoargues
Saint-Pierre-de-Mézoargues – miejscowość i gmina we Francji, w regionie Prowansja-Alpy-Lazurowe Wybrzeże, w departamencie Delta Rodanu.
Według danych na rok 1990 gminę zamieszkiwało 217 osób, a gęstość zaludnienia wynosiła 53 osoby/km² (wśród 963 gmin regionu Prowansja-Alpy-W. Lazurowe Saint-Pierre-de-Mézoargues plasuje się na 607. miejscu pod względem liczby ludności, natomiast pod względem powierzchni na miejscu 812.).